# Опсонізація
Опсонізація (від дав.-гр. ὀψώνιον — видача продовольчої пайки) — це процес, за допомогою якого патоген відмічається для фагоцитозу шляхом покриття поверхні клітини-мішені специфічними молекулами, що звуться опсонінами. Це  переважно антитіла та складники комплементу, а також інші білки, такі як фібронектин, фібриноген або манозозв'язувальний білок. Зв’язування опсонінами полегшує визначення патогенів і залучення імунних ефекторних клітин, зрештою прискорюючи очищення від мікробів шляхом фагоцитарного знищення або антитілозалежної клітинної цитотоксичності.  
Райт і Дуглас назвали це явище "опсонізацією" через те, що опсоніни  крові при цьому немовби "готують їжу" для фагоцитів. За їх словами: 
кров'яна рідина модифікує бактерії таким чином, що вони стають легкою здобиччю для фагоцитів. ... ми можемо говорити про це як про "опсонічну" дію (opsono - "обслуговую; готую жертву"), і ми можемо використовувати термін "опсоніни" для позначення елементів в рідинах крові, які здійснюють таку дію. 

1) Антитіла (A) і патогени (B) циркулюють у крові. 2) Антитіла зв’язуються з патогенами за допомогою комплементарних антигенних послідовностей, беручи участь в опсонізації (2a), нейтралізації (2b) і аглютинації (2c). 3) Фагоцит (C) наближається до патогена, і Fc-область (D) антитіла зв’язується з одним із Fc-рецепторів (E) на фагоциті. 4) Фагоцитоз міченого антитілами патогена

Антитіла зв'язують патоген фрагментами Fab, а фрагмент Fc може бути зв'язаним специфічними рецепторами фагоцитів. Окрім фагоцитів такі рецептори мають лейкоцити (моноцити, нейтрофіли, еозинофіли, натуральні кілери), котрі не фагоцитують патоген, а, у відповідь на зв'язування патогену, синтезують цитокіни або виділяють токсичні речовини, котрі вбивають опсонізовані клітини. Цей процес викликає запалення і пошкоджує сусідні здорові клітини.